# Ángel Haserot
El Ángel Haserot (Haserot Angel), también conocido como El Ángel de la Muerte Victorioso o simplemente El Ángel de la Muerte, es una escultura ubicada en el cementerio Lake View, en Cleveland Heights, Ohio (Estados Unidos). La estatua, obra del escultor Herman Matzen, es mundialmente conocida por las marcas presentes en su rostro las cuales crean la ilusión de que está derramando lágrimas, lo que ha llevado a que se la conozca también como El Ángel Sollozante (The Weeping Angel).

## Historia
La escultura fue comisionada por Francis Henry Haserot para su esposa Sarah. Francis era hijo de inmigrantes alemanes llegados a Cleveland en la década de 1830. Pese a dedicarse con siete años a repartir periódicos, prosperó y llegó a convertirse en dueño de una compañía mercantil en Ohio (Northern Haserot) con afiliados en todo el mundo, donde se importaban en su mayoría té y café además de piña procedente de Hawaii y fruta de las costas del Pacífico. Sumado a lo anterior, Francis, quien invirtió en otros negocios como el banco nacional Coal & Iron, logró que el presidente William McKinley lo nombrara para un cargo importante en Puerto Rico tras la guerra de Cuba. Por su parte, Sarah era hija de Henry McKinney, juez de Cleveland. Francis vivió más de veinte años tras el deceso de su esposa, encargando a comienzos del siglo xx una estatua de un ángel al escultor Herman Matzen, quien la elaboró en 1923 empleando un modelo de arcilla como guía, si bien la estatua no fue instalada en el cementerio hasta 1924.

## Descripción
La escultura, realizada en bronce a tamaño natural y situada sobre una base de granito pulido, representa a un ángel sentado con las alas desplegadas y los brazos reposando sobre una antorcha dada la vuelta, símbolo de la vida recién extinguida. En la base de la estatua, la cual tiene la vista dirigida al frente, se encuentra inscrito el apellido del propietario de la tumba, Haserot, razón por la que esta obra es conocida como Ángel Haserot o Ángel de Haserot. Debido a que Francis no volvió a casarse, esta estatua es vista como una muestra de su dolor por la muerte de su esposa.
La alta contaminación del Rust Belt así como probablemente la lluvia ácida han provocado que la escultura adquiera un tono verdoso, aunque lo más característico de la estatua son las marcas de color oscuro presentes en su rostro producto de la meteorización y la erosión del bronce, las cuales simulan lágrimas, siendo este particular detalle uno de lo que más fama internacional han reportado a la estatua, la cual constituye uno de los monumentos más fotografiados del cementerio. Así mismo, la fama de la obra ha llevado a que la misma sea objeto de leyendas y de estudio por parte de psíquicos y cazadores de fantasmas.